# Balachowskyacris narinoana
Balachowskyacris narinoana är en insektsart som beskrevs av Marius Descamps och Christiane Amédégnato 1972. Balachowskyacris narinoana ingår i släktet Balachowskyacris och familjen gräshoppor. Inga underarter finns listade i Catalogue of Life.